# Spaghetti

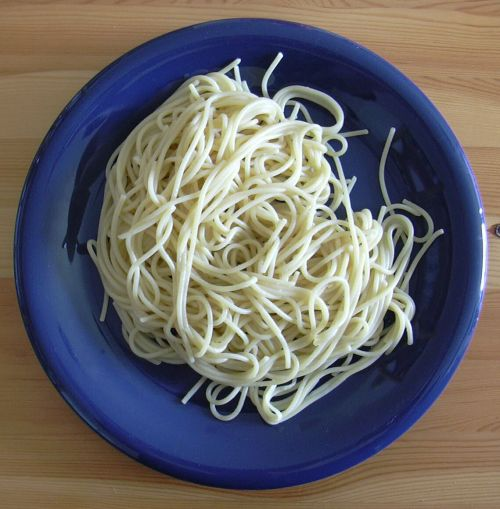
Gekookte spaghetti

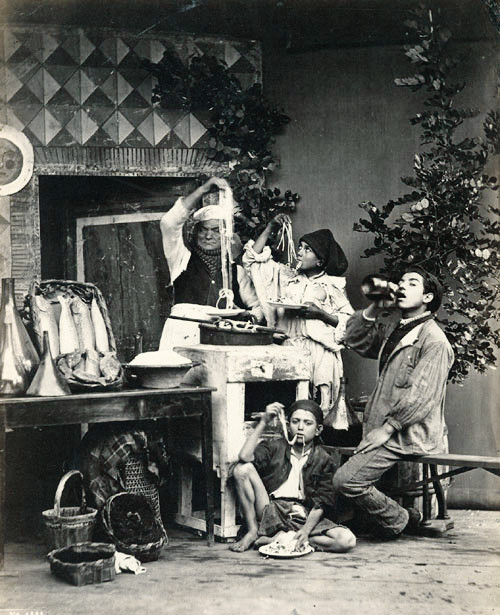
Napolitaanse spaghetti-eters rond 1880

Spaghetti (Italiaans: /spaˈɡetti/), (spreek uit: spa-kè-tie) is een ronde pastasliert, waarmee typisch Italiaanse gerechten kunnen worden gemaakt. Spaghetti wordt, onder de naam itriyya voor het eerst vermeld in een Syrisch-Arabisch woordenboek door Isho bar Ali, een arts en lexicograaf in de negende eeuw als product van Siciliaanse boeren dat met scheepsladingen tegelijk wordt geëxporteerd.
Het verhaal dat Marco Polo spaghetti uit China zou hebben meegebracht is fantasie en werd in de wereld gebracht door het Macaroni Journal, een publicatie van de voedselindustrie om pastaproducten te populariseren in de Verenigde Staten.
De bekendste variant buiten Italië is de spaghetti bolognese, Italianen eten dat met tagliatelle. Andere bekende recepten zijn spaghetti al Milanese, spaghetti Napoletana, spaghetti carbonara of spaghetti vongole.

## Naam
De naam spaghetti is de meervoudsvorm van het Italiaanse spaghetto, dat bindgaren betekent. Spaghetto is het verkleinwoord van spago (bindtouw). Letterlijk vertaald betekent spaghetti dus bindtouwtjes.

## Keukengerei voor spaghetti
Om spaghetti makkelijk te kunnen opdienen, gebruikt men een spaghettitang. Een spaghettilepel heeft een gat in het midden; dit dient om de ongekookte spaghetti te doseren: de spaghetti die door dit gat past is goed voor een portie. Er zijn ook speciale voorraaddozen voor spaghetti, met gaten in de deksel met een soortgelijke functie.

## Trivia
- In de astrofysica staat een bepaald verschijnsel bekend als spaghettificatie.
- Computerprogrammeurs gebruiken de term spaghetti-code voor onontwarbare computerprogramma's.
- Een spaghettiwestern is een Italiaanse westernfilm.

## Galerij

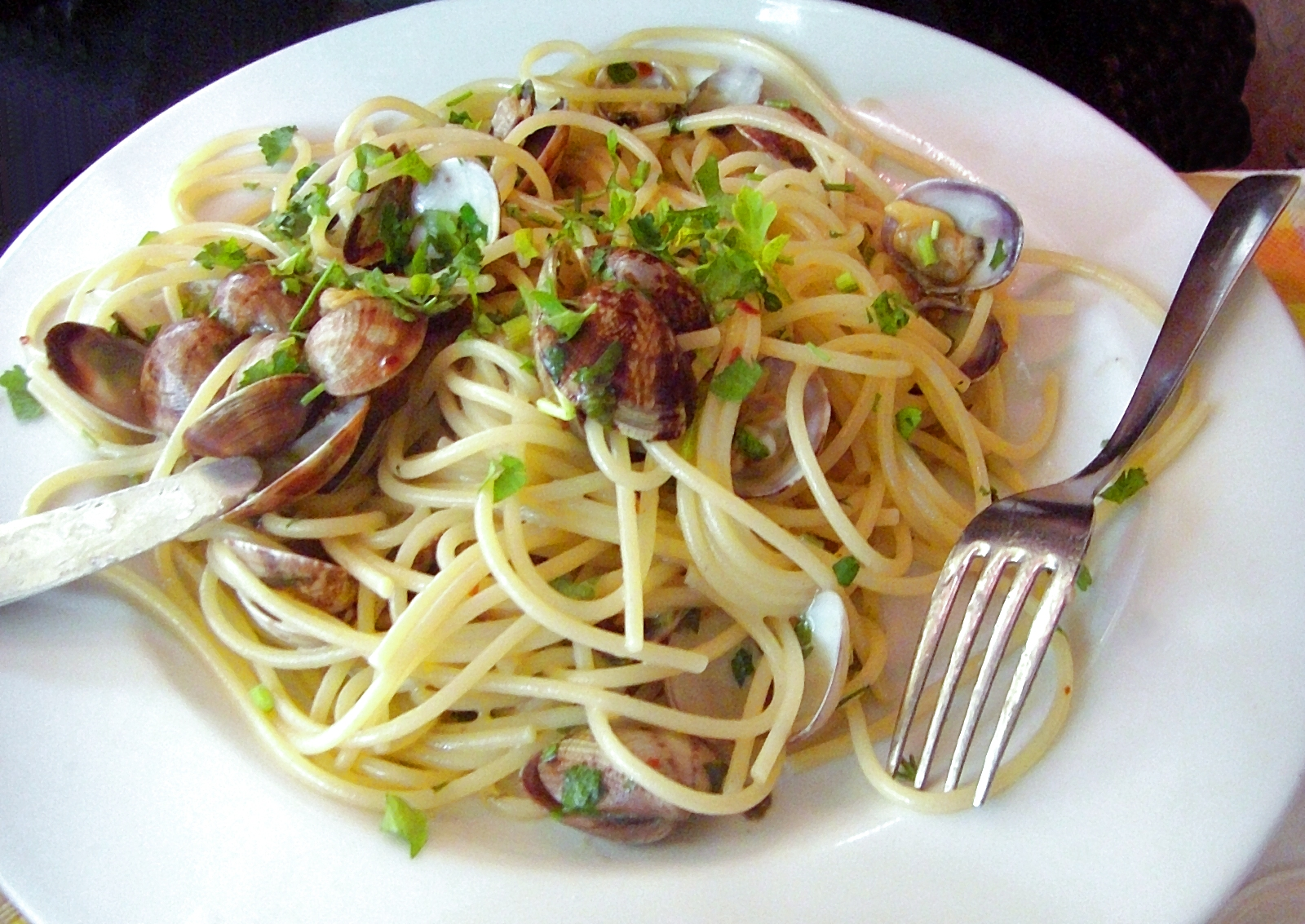
Spaghetti alle vongole in Italië
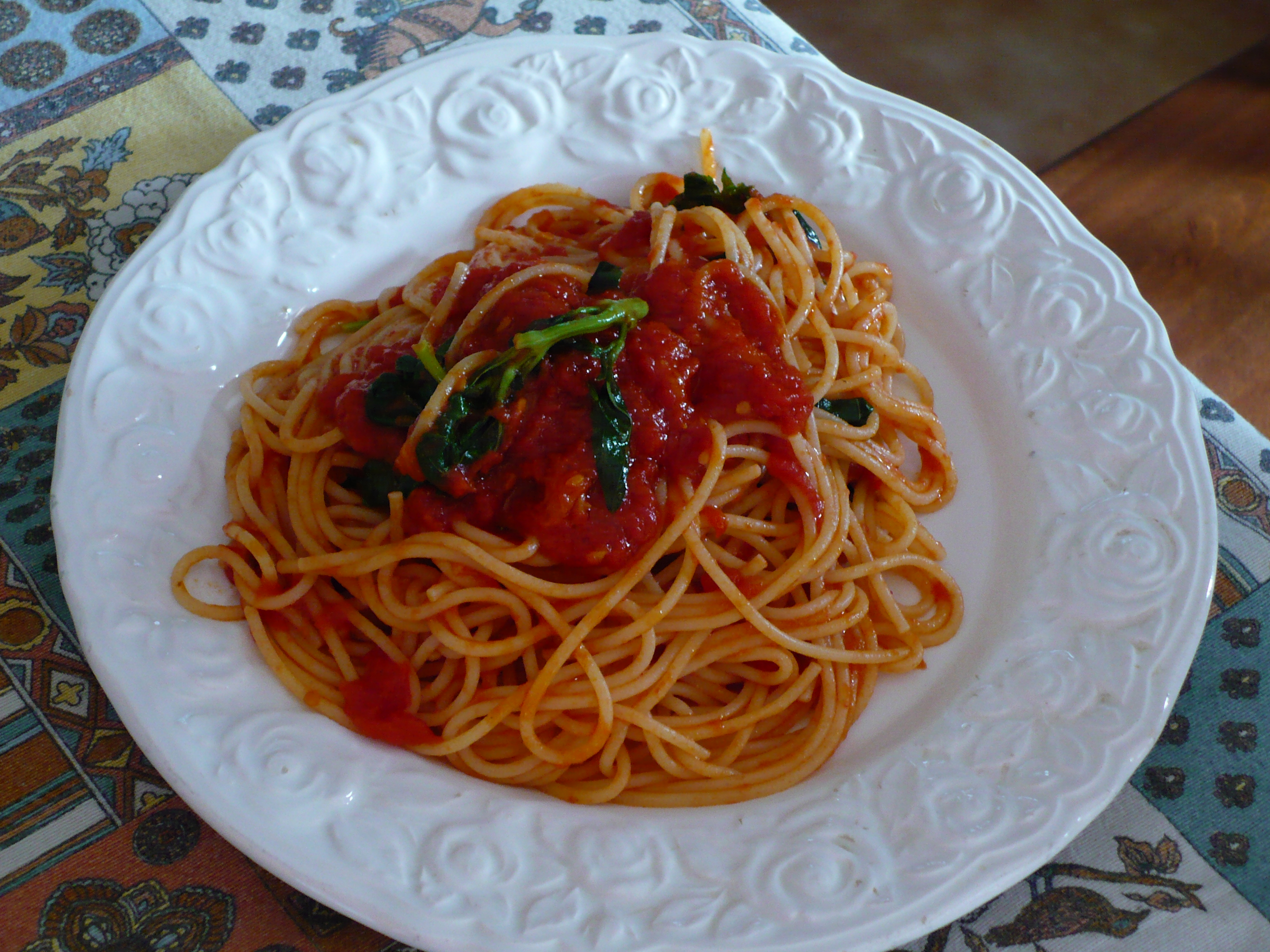
Spaghetti pomodoro e basilico in Italië
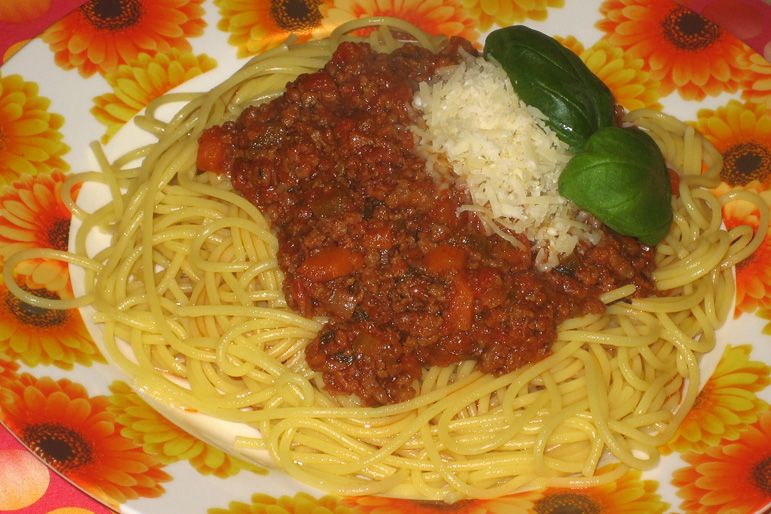
Spaghetti wordt buiten Italië vaak met Bolognesesaus gegeten.
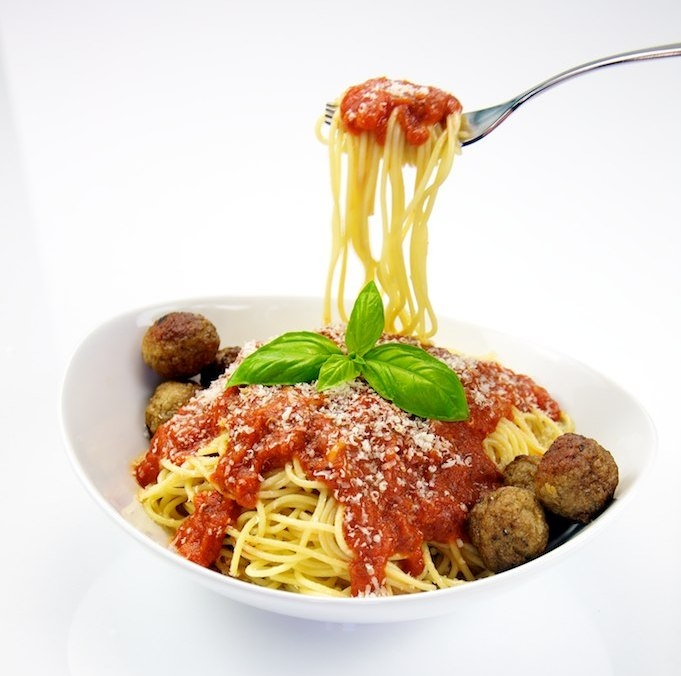
Spaghetti met gehaktballen en tomatensaus is een typisch gerecht uit de Verenigde Staten.